# Jens Dietrich (Dramaturg)
Jens Dietrich (* 1976 in Hofgeismar) ist ein deutscher Dramaturg.

## Leben
Dietrich studierte Angewandte Theaterwissenschaften an der Justus-Liebig-Universität Gießen bei Heiner Goebbels. Während des Studiums assistierte er bei Richard Foreman am Ontological Theater in New York und am Schauspiel Köln und schrieb seine Diplomarbeit über die Arbeiten der finnischen Videokünstlerin Eija-Liisa Ahtila. Er arbeitete am Theater Freiburg und am Theaterdiscounter in Berlin, wo er 2006 die künstlerische Leitung der Mustermesse 2 übernahm. Seit 2004 kontinuierliche Zusammenarbeit mit der Regisseurin Angela Richter, mit der er zahlreiche Produktionen entwickelte und 2006 das Fleetstreet Theater in Hamburg eröffnete. Von 2007 bis 2013 war Dietrich ein Kernmitglied des vom Autor und Regisseur Milo Rau gegründeten International Institute of Political Murder (IIPM), das 2009 das Reenactment Die letzten Tage der Ceausescus, die Reinszenierung des Prozesses gegen das rumänische Diktatorenehepaar realisierte. Das Projekt wurde u. a. für das Berliner Theatertreffen nominiert, ans Festival d’Avignon eingeladen und an den Solothurner Filmtagen für den Prix de Soleure als bester Dokumentarfilm vorgeschlagen. Er war Produzent und Dramaturg des Stücks Hate Radio, das an das Berliner Theatertreffen 2012 eingeladen wurde. 2015 kuratierte er auf Kampnagel in Hamburg im Rahmen des Nordwind Festivals die erste Retrospektive des russischen Aktionskünstlers Pjotr Pawlenski.
Jens Dietrich arbeitet als Gastdramaturg am Hebbel am Ufer Berlin, auf Kampnagel Hamburg, am Schauspiel Köln, am Museion in Bozen, am FFT Düsseldorf, an der Garage X Wien und bei den Salzburger Festspielen.

## Arbeiten (Auswahl)
- 2005 Magic Afternoon von Wolfgang Bauer auf Kampnagel in Hamburg, Regie: Angela Richter
- 2006 Ich gegen mich an der Fleetstreet Hamburg, Regie: Angela Richter
- 2006 Verschwör dich gegen dich frei nach John Cassavetes an den Sophiensælen Berlin und den Deichtorhallen in Hamburg, Regie: Angela Richter
- 2006 Mustermesse 2 am Theaterdiscounter Berlin
- 2006 It’s lonely at the top im Rahmen der Veranstaltung Der Berg am Volkspalast in Berlin, in Zusammenarbeit mit Angela Richter
- 2006 Kennen Sie diesen Mann an der Fleetstreet Hamburg, Regie: Angela Richter
- 2007 Fliegt alles auf, Tanzperformance, Bolzano Danza, Choreographie: Veronika Riz
- 2007 Der Kirschgarten von Anton Tschechow auf Kampnagel in Hamburg, Regie: Angela Richter
- 2008 Jeff Koons von Rainald Goetz am Hebbel am Ufer Berlin, Regie: Angela Richter[5]
- 2008 We Summer, Tanzperformance, Museion, Choreographie: Veronika Riz
- 2009 Der Fall Esra, basierend auf dem verbotenen Roman Esra von Maxim Biller auf Kampnagel in Hamburg, Regie: Angela Richter
- 2009 Jopas, Tanzperformance, transart Bozen, Choreographie: Veronika Riz
- 2009 Die letzten Tage der Ceausescus, Reenactement des Prozesses gegen das rumänische Diktatorenehepaar, Teatrul Odeon Bukarest, Hebbel am Ufer Berlin, Schlachthaus Theater Bern, Gessnerallee Zürich, Südpol Luzern. Text und Künstlerische Leitung: Milo Rau; Regie: Milo Rau und Simone Eisenring[6]
- 2010 Vive la Crise an der Garage X Wien, Regie: Angela Richter
- 2010 Tod in Theben von Jon Fosse bei den Salzburger Festspielen, Regie: Angela Richter
- 2011 Berghain Boogie Woogie am Hebbel am Ufer Berlin, Regie: Angela Richter[7]
- 2011 Leiwand Empire an der Garage X Wien, Regie: Angela Richter, Text: Angela Richter, Jens Dietrich
- 2011 Goldveedelsaga am Schauspiel Köln, Regie und Text: Gesine Danckwart[8]
- 2011/12 Hate Radio, Kunsthaus Bregenz / Memorial Centre Kigali / Hebbel am Ufer Berlin, Regie & Text: Milo Rau[9]
- 2012 Kuratierung des Szenischen Kongresses Power and Dissent, Nationaltheater Weimar, Künstlerische Leitung: Milo Rau
- 2013 Kuratierung und Produktion des Theaterprojekts Die Moskauer Prozesse, Sacharow-Zentrum Moskau und Koproduzent des gleichnamigen Dokumentarfilms, Regie und Drehbuch: Milo Rau
- 2014/15 Dramaturg und Produzent des Tanzprojekts Political Bodies, Kampnagel, Theater im Bauturm, Choreografie: Yolanda Gutiérrez[10]
- 2017 Kunst im Verhör, Hörspiel, Erstausstrahlung im WDR, Co-Regie zusammen mit Milena Kipfmüller[11]
- 2018 Planet Kigali, Kampnagel, Haus der Kulturen der Welt, Künstlerische Leitung zusammen mit Yolanda Gutiérrez und Dorcy Rugamba[12][13]
- 2019 Rwandan Records, Haus der Kulturen der Welt, Kampnagel, Co-Regie zusammen mit Milena Kipfmüller[14]